# Нарбунтене, Валерия Ионовна
Валерия Ионовна Нарбунтене — советский хозяйственный, государственный и политический деятель, Герой Социалистического Труда.

## Биография
Родилась в 1934 году в Литве. Член КПСС
С 1946 года — на хозяйственной, общественной и политической работе. В 1946—1989 гг. — колхозница, работница в полеводческой бригаде, доярка совхоза «Шешуолеляй» Ширвинтского района Литовской ССР, оператор свиноводческого комплекса колхоза «Ширвинта» Ширвинтского района Литовской ССР.
За увеличение производства продуктов животноводства на основе создания прочной кормовой базы и внедрения промышленной технологии была в составе коллектива удостоена Государственной премии СССР за выдающиеся достижения в труде 1978 года
Указом Президиума Верховного Совета СССР от 21 декабря 1983 года присвоено звание Героя Социалистического Труда с вручением ордена Ленина и золотой медали «Серп и Молот».
Избирался депутатом Верховного Совета СССР 11-го созыва. Делегат XXV съезда КПСС.
Жила в Литве.